# Dominique Mocka
Dominique Mocka (Saint-Claude, 13 agosto 1978) è un calciatore francese, centrocampista del Vieux-Habitants.

## Caratteristiche tecniche
È un trequartista.

## Carriera

### Club
Nel 2006, dopo aver giocato al Basse-Terre, si trasferisce al Vieux-Habitants. Nel 2012 viene acquistato dal La Gauloise.

### Nazionale
Ha debuttato in Nazionale nel 2002. Ha partecipato, con la Nazionale, alla Gold Cup 2007. Ha collezionato in totale, con la maglia della Nazionale, 38 presenze e 17 reti.